# Ricard Cerveto i Riba
Ricard Cerveto i Riba (Tortosa, Baix Ebre, 25 de febrer de 1882 – 25 de juny de 1978), va ser un pintor català. Va ser fill petit de l'escultor Ramon Cerveto i Bestratén i de Dolors Riba i Cardús. Es va especialitzar en la pintura paisatgística.
Va adquirir la tècnica pictòrica al taller del seu pare, i posteriorment es va desplaçar a Madrid per a continuar el seu aprenentatge al taller del seu germà Antoni. Va destacar per la seva tasca pedagògica. Des del 1908 va ser professor del col·legi de Sant Lluís de Tortosa, i a partir del 1928 ho fou de l'Institut Joaquim Bau (actualment Institut Dertosa).
L'any 1958 se li va concedir la medalla d'Alfonso X el Sabio en reconeixement de la seva tasca artística.